# کمپانیواتا
کمپانیواتا (به لاتین: Companywatta) یک منطقهٔ مسکونی در سری‌لانکا است که در استان جنوبی (سری‌لانکا) واقع شده‌است.